# Peter von Jagow
Peter Carl Friedrich Wilhelm von Jagow (* 22. September 1937 in Wittenberge) ist ein deutscher Diplomat.

## Leben
Peter von Jagow war ein Sohn des Oberforstmeisters Georg Günther Werner von Jagow-Rühstädt (* 1909; † 1993) und Marie-Margarethe, geb. von Kotze-Klein Oschersleben. Jagow studierte von 1958 bis 1963 an der Ruprecht-Karls-Universität Heidelberg, in Berlin und Göttingen Rechtswissenschaft.
1959 wurde er im Corps Saxo-Borussia Heidelberg recipiert. Als ausgezeichneter Consenior und Inaktiver wechselte er an die Freie Universität Berlin und die Georg-August-Universität Göttingen. Er war seit dem Sommersemester 1961 MC beim Corps Saxonia Göttingen und wurde am 3. Juli 1962 Corpsschleifenträger.
Nachdem er das Zweite Staatsexamen abgelegt hatte, trat er 1968 in den Auswärtigen Dienst und schloss seinen Vorbereitungsdienst für den Höheren Dienst ab, wobei er in der Zentrale im Bereich Europapolitik, Rüstungskontrolle und Abrüstung, Lateinamerikapolitik verwendet wurde. Nach der ersten kurzen Verwendung in Rabat war er von 1969 bis 1972 im Auswärtigen Amt (AA). Weitere Stationen waren an der Botschaft in Asunción als Ständiger Vertreter des Leiters (1972 bis 1975) und an der Deutschen Botschaft Washington, D.C. (1975 bis 1978). Nach fünf Jahren im AA kam er 1983 an die Deutsche Botschaft Madrid. Von 1986 bis 1993 war er erneut im AA und dort zuerst Leiter eines Länderreferates, dann Referatsleiter, zuständig für die außenpolitische Zusammenarbeit der Mitgliedsstaaten der Europäischen Gemeinschaft. Anschließend wurde er als Generalkonsul nach São Paulo entsandt. 1997 kehrte er für zwei Jahre als Ministerialdirigent in das AA zurück. Bis 1998 war er Unterabteilungsleiter und von da an Vertreter des Abteilungsleiters der Abteilung Vereinte Nationen. 1999 kam er als Nachfolger von Geert-Hinrich Ahrens auf seinen letzten Dienstposten als Botschafter in Kolumbien nach Bogotá. Er trat 2002 in den Ruhestand und lebt seither in Bonn.
Verheiratet ist er seit 16. Oktober 1965 mit Henriette Renate Ingrid Brigitte, geb. Smend (* 1940), Tochter der Renate von Cossel und des  Widerstandskämpfers und Offiziers Günther Smend. Aus der Ehe sind vier Söhne hervorgegangen, Moritz, Friedrich, Konstantin und Philipp, zwei wurden Diplom-Kaufleute, zwei Rechtsanwälte. Hans von Cossel ist der Großvater der Henriette von Jagow.
Jagow ist Rechtsritter des Johanniterordens und gehört dort der Provinzialgenossenschaft Westfalen an. Viele Jahre war er ehrenamtlich im Vorstand der Multiple Sklerose Vereinigung Bonn/Rhein-Sieg e.V mit Sitz in Bonn tätig.